# Kazuhiro Takanishi
Kazuhiro Takanishi (jap. 高西一宏 Takanishi Kazuhiro; ur. 11 czerwca 1953 w prefekturze Tokushima) – japoński zapaśnik w stylu klasycznym. Olimpijczyk z Montrealu 1976, gdzie zajął szóste miejsce w kategorii 82 kg.
Czwarty w Pucharze Świata w 1980 roku.